# İstanbul Cup
El Torneig d'Istanbul, conegut oficialment com a İstanbul Cup, és un torneig de tennis professional que es disputa anualment sobre pista dura al Garanti Koza Arena d'Istanbul, a Turquia. Pertany als International Tournaments del circuit WTA femení.
El torneig es va crear l'any 2005 sobre terra batuda, però des de l'any 2009 es disputa sobre pista dura.
L'any 2011 es va cancel·lar la celebració del torneig perquè la ciutat d'Istanbul va albergar el WTA Championships durant tres anys. Un cop traslladat l'alberg a Singapur, es va recuperar la celebració del torneig l'any 2014.

## Palmarès

### Individual femení
| Any               | Campiona                  | Finalista            | Resultat              |
| ----------------- | ------------------------- | -------------------- | --------------------- |
| WTA 250           |                           |                      |                       |
| 2022              | Anastassia Potàpova       | Veronika Kudermétova | 6−3, 6−1              |
| 2021              | Sorana Cîrstea            | Elise Mertens        | 6−1, 7−6(3)           |
| WTA International |                           |                      |                       |
| 2020              | Patricia Maria Țig        | Eugenie Bouchard     | 2−6, 6−1, 7−6(4)      |
| 2019              | Petra Martić              | Markéta Vondroušová  | 1−6, 6−4, 6−1         |
| 2018              | Pauline Parmentier        | Polona Hercog        | 6−4, 3−6, 6−3         |
| 2017              | Elina Svitolina           | Elise Mertens        | 6−2, 6−4              |
| 2016              | Çağla Büyükakçay          | Danka Kovinić        | 3−6, 6−2, 6−3         |
| 2015              | Lesia Tsurenko            | Urszula Radwańska    | 7−5, 6−1              |
| 2014              | Caroline Wozniacki        | Roberta Vinci        | 6−1, 6−1              |
| 2013              | No celebrat               | No celebrat          | No celebrat           |
| 2012              | No celebrat               | No celebrat          | No celebrat           |
| 2011              | No celebrat               | No celebrat          | No celebrat           |
| 2010              | Anastassia Pavliutxénkova | Ielena Vesninà       | 5−7, 7−5, 6−4         |
| 2009              | Vera Duixévina            | Lucie Hradecká       | 6−0, 6−1              |
| WTA Tier III      |                           |                      |                       |
| 2008              | Agnieszka Radwańska       | Ielena Deméntieva    | 6−3, 6−2              |
| 2007              | Ielena Deméntieva         | Aravane Rezaï        | 7−6(5), 3−0, retirada |
| 2006              | Shahar Pe'er              | Anastassia Mískina   | 1−6, 6−3, 7−6(3)      |
| 2005              | Venus Williams            | Nicole Vaidišová     | 6−3, 6−2              |

### Dobles femenins
| Any               | Campiones                             | Finalistes                               | Resultat          |
| ----------------- | ------------------------------------- | ---------------------------------------- | ----------------- |
| WTA 250           |                                       |                                          |                   |
| 2022              | Marie Bouzková Sara Sorribes Tormo    | Natela Dzalamidze Kamilla Rakhimova      | 6−3, 6−4          |
| 2021              | Veronika Kudermétova Elise Mertens    | Nao Hibino Makoto Ninomiya               | 6−1, 6−1          |
| WTA International |                                       |                                          |                   |
| 2020              | Alexa Guarachi Desirae Krawczyk       | Ellen Perez Storm Sanders                | 6−1, 6−3          |
| 2019              | Tímea Babos Kristina Mladenovic       | Alexa Guarachi Sabrina Santamaria        | 6−1, 6−0          |
| 2018              | Liang Chen Zhang Shuai                | Xenia Knoll Anna Smith                   | 6−4, 6−4          |
| 2017              | Dalila Jakupović Nadia Kitxenok       | Nicole Melichar Elise Mertens            | 7−6(6), 6−2       |
| 2016              | Andreea Mitu İpek Soylu               | Xenia Knoll Danka Kovinić                | Renúncia          |
| 2015              | Daria Gavrilova Elina Svitolina       | Çağla Büyükakçay Jelena Janković         | 5−7, 6−1, [10−4]  |
| 2014              | Misaki Doi Elina Svitolina            | Oksana Kalàixnikova Paula Kania          | 6−4, 6−0          |
| 2013              | No celebrat                           | No celebrat                              | No celebrat       |
| 2012              | No celebrat                           | No celebrat                              | No celebrat       |
| 2011              | No celebrat                           | No celebrat                              | No celebrat       |
| 2010              | Eleni Daniïlidu Jasmin Wöhr           | Maria Kondratieva Vladimíra Uhlířová     | 6−4, 1−6, [11−9]  |
| 2009              | Lucie Hradecká Renata Voráčová        | Julia Görges Patty Schnyder              | 2−6, 6−3, [12−10] |
| WTA Tier III      |                                       |                                          |                   |
| 2008              | Jill Craybas Olga Govortsova          | Marina Erakovic Polona Hercog            | 6−1, 6−2          |
| 2007              | Agnieszka Radwańska Urszula Radwańska | Yung-Jan Chan Sania Mirza                | 6−1, 6−3          |
| 2006              | Alyona Bondarenko Anastasiya Yakimova | Sania Mirza Alicia Molik                 | 6−2, 6−4          |
| 2005              | Marta Marrero Antonella Serra Zanetti | Daniela Klemenschits Sandra Klemenschits | 6−4, 6−0          |